# Get Heavy
《Get Heavy》是芬蘭搖滾樂團妖怪樂團的第一張錄音室專輯，發行於2002年11月1日。《Get Heavy》收錄了Would You Love a Monsterman？、Devil Is a Loser等單曲。該專輯經認證為白金唱片。